# Municipio de Tecali de Herrera
El municipio de Tecali de Herrera es uno de los 217 municipios del estado mexicano de Puebla. Se localiza en el centro del estado y formaba parte de región Angelópolis.

## Historia
Originalmente fue una población fundada por grupos de indígenas Totomihuaques y Cuauhtinchántlacas, aproximadamente en el siglo XII de nuestra era; se trata de una pequeña parcialidad del centro religioso y político de Cuautinchán. Con la conquista de México, Tecali rinde tributo a Tepeyacac con piedra de Tecali. Apareciendo en la matrícula de tributos a Moctezuma con el nombre de Tecalco que quiere decir "la casa de piedra". En 1520 Francisco de Montaño se instala como el primer comendador de este lugar. En 1696 Tecali fue privado de la encomienda y parte de los tributos fueron privados de la colecta de 1603. En el año de 1643 fue suprimida la Alcaldía Mayor de Tepeaca y aparece Santiago Tecali, considerado como un centro. Desde 1787 el Magistrado fue un subdelegado inferior de la Intendencia de Puebla. En 1861 el gobernador Interino de Puebla, Francisco Ibarra, decreta villa a Tecali y cabecera de municipio, y es nombrado oficialmente Tecali de Herrera en honor del coronel Ambrosio Herrera.

## Toponimia
Tecali es un topónimo de origen náhuatl. Deriva de los vocablos tétl (piedra) y calli (casa), de donde puede traducirse como Casas de piedra. El apellido Herrera le fue añadido por decreto en 1861, en honor del coronel Ambrosio Herrera, combatiente liberal en la Guerra de Reforma.

## Geografía
Tecali de Herrera posee una superficie de 185 km². Limita al norte con Tepeaca; al este, con Mixtla, Santo Tomás Hueyotlipan y Atoyatempan; al sur, con Tzicatlacoyan; y al noroeste con el municipio de Cuautinchán. Se localiza en el centro del estado, y forma parte de la Zona Metropolitana de Puebla-Tlaxcala, la cuarta conurbación más grande de México. El municipio de Tecali forma parte del valle de Tepeaca, que es una extensión a su vez del Valle Poblano-Tlaxcalteca. La región meridional está marcada por un declive hacia la cuenca del Atoyac y forma parte de la llamada depresión de Valsequillo. Por el norte, se encuentran las elevaciones que forman la Sierra de Amozoc y separan los valles de Tepeaca y Puebla. El subsuelo contiene grandes yacimientos de mármol y piedra caliza que son explotados con propósitos económicos. Todo el municipio forma parte de la cuenca del río Atoyac, que a su vez forma parte del sistema hidrológico del río Balsas, y el único río que existe es precisamente el Atoyac.
Tecali es reconocida a nivel nacional e internacional por la elaboración de artesanías hechas de ónix y mármol. En donde sus artesanos conjugan diversos diseños arquitectónicos para la decoración de interiores y exteriores. Entre sus gran variedad de artesanías encontramos ceniceros, llaveros, lámparas, mesas, chimeneas, fuentes, fachadas, etc.

## Administración municipal

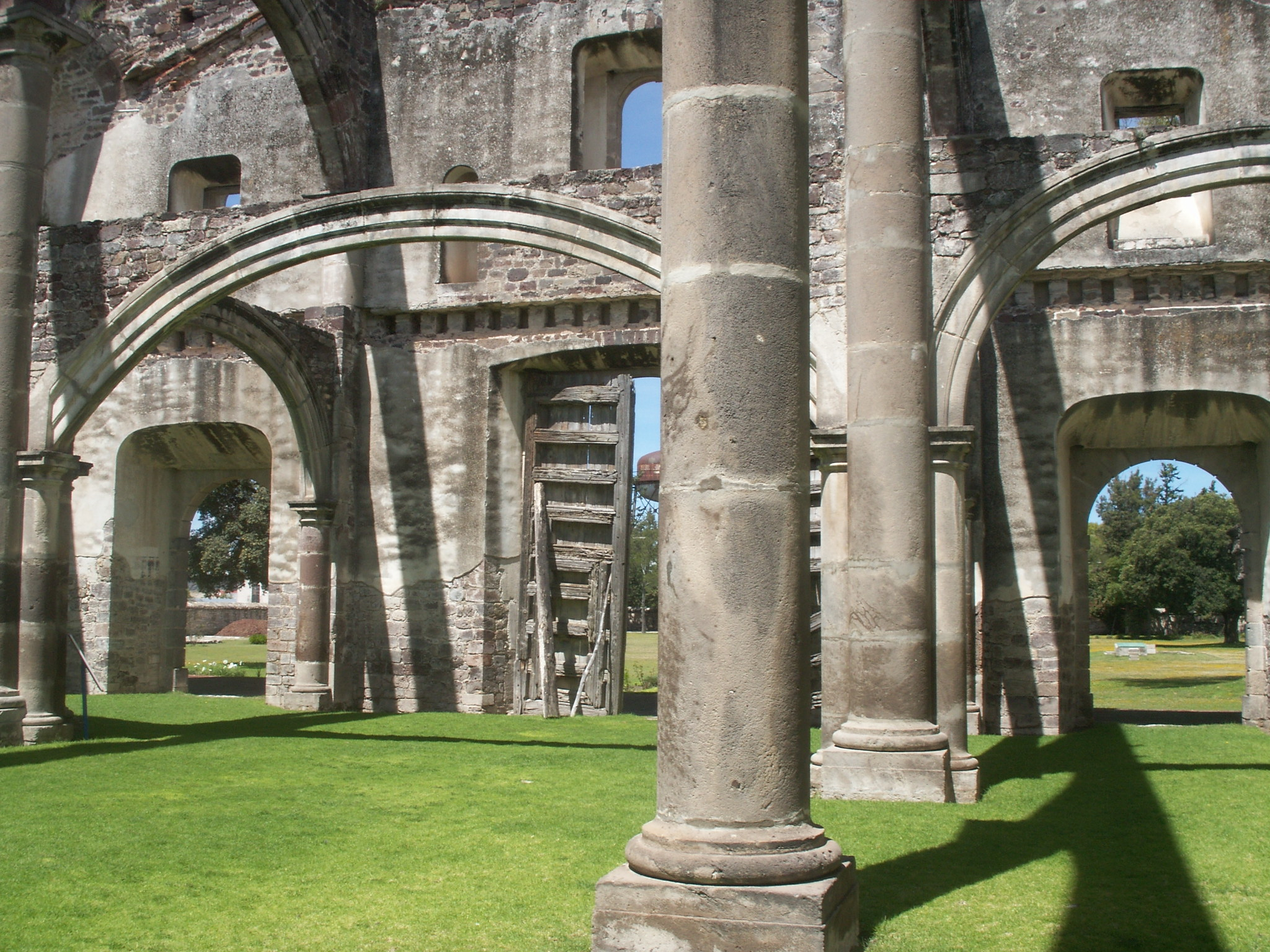
Ruinas de la nave mayor del exconvento franciscano de Tecali de Herrera, construido durante el.

El municipio es gobernado por un presidente municipal que se elige por voto popular cada tres años de entre los ciudadanos de la demarcación, por una reforma que pretende homologar las elecciones locales con las federales por única ocasión serán electos por un periodo de cuatro años ocho meses. (2014-2018) El cabildo del municipio está formado por un síndico y seis regidores de mayoría relativa y dos de representación proporcional, también electos por voto popular para el mismo período que el presidente municipal. Tecali de Herrera cuenta con seis juntas auxiliares, que dependen del ayuntamiento aunque sus miembros son electos también por voto popular cada tres años. Dichas juntas son las siguientes:
- Ahuatepec
- Concepción Cuautla
- Trinidad Tianguismanalco
- San Luis Ajajalpan
- Santa Cruz Ajajalpan
- San Buenaventura Tetlananca

## Ruinas del Templo y Ex-convento de Santiago

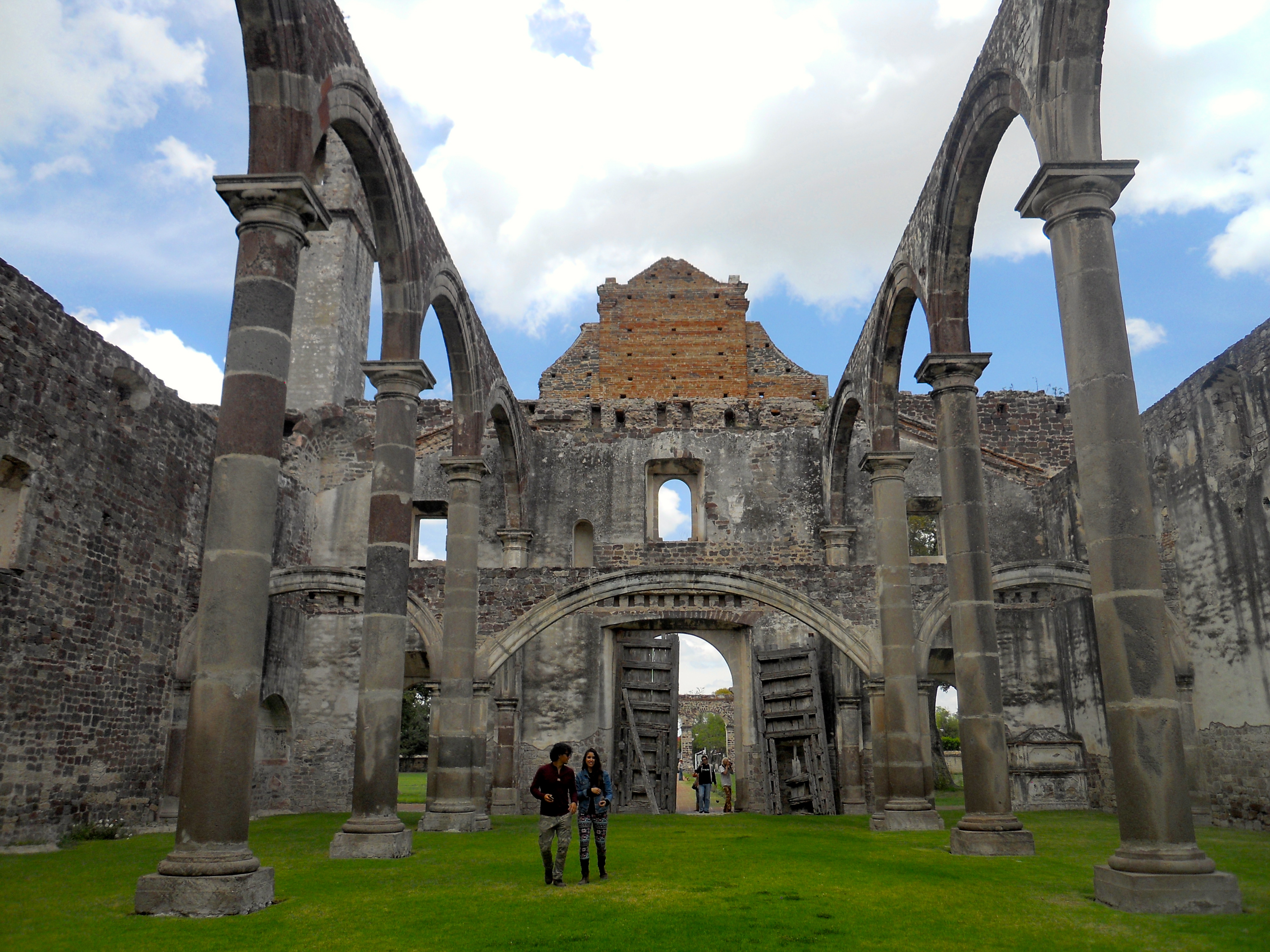
Interior del ex-convento franciscano de Tecali de Herrera

En este municipio, frente a la plaza de armas, están las ruinas del Ex Convento de Santiago, uno de los conventos franciscanos más antiguos de México erigido en el siglo XVI alrededor de 1554 y terminado, según una inscripción en el ábside interior, en 1569. Debido a algunas disputas que los frailes franciscanos tuvieron con la autoridad episcopal, estos dejaron el convento un siglo después y desde ese entonces, el lugar estuvo abandonado. La iglesia es de estilo renacentista y planta basilical. Se cree que el arquitecto de este convento fue Claudio de Arciniega, quien trazó, asimismo, la catedral de México.
La fachada tiene dos niveles y un remate triangular. En el lado derecho hay un campanario que colinda con el ex-convento de Santiago Apóstol. En algún momento tuvo un techo de madera pero una hipótesis de Manuel Toussaint indica que este fue retirado por el general Calixto Mendoza para hacer una plaza de toros.